# Ugljični otisak
Ugljikov otisak (eng. „Carbon Footprint“) mjera je ukupne emisije stakleničkh plinova koju izravno ili neizravno uzrokuje neka osoba, proizvod, tvrtka ili događaj.
U ugljični otisak uključeno je svih šest stakleničkih plinova iz  Kyoto protokola: ugljikov dioksid (CO2), metan (CH4), dušikov oksid (N2O), hidrofluorougljike (HFCs), perfluorougljike (PFCs) i sumporov heksafluorid (SF6).
Ugljikov otisak se mjeri u tonama ugljikov dioksid ekvivalenta (tCO2e). Koncept ugljikov dioksid ekvivalenta (CO2e) omogućuje usporedbu učinaka odnosno klimatskih utjecaja koncentracija različitih stakleničkih plinova u odnosu na jednu jedinicu CO2. 
(CO2e) se izračunava množenjem emisija svakoga od šest stakleničkih plinova s njegovim 100-godišnjim potencijalom globalnog zagrijavanja (eng.: Global Warming Potential - GWP).